# Im Se-mi
Im Se-mi es una actriz surcoreana quien ha participado en dramas como Heartstrings, That Winter, the Wind Blows y más recientemente en Two Cops.

## Filmografía

### Series
| Año  | Título                                  | Rol              | Canal     | Ref.          |
| ---- | --------------------------------------- | ---------------- | --------- | ------------- |
| 2005 | Sharp 2                                 | Im Se-mi         | KBS2      |               |
| 2010 | Pure Pumpkin Flower                     | Oh Hyo-sun       | SBS       |               |
| 2011 | Heartstrings                            | Cha Bo-woon      | MBC       |               |
| 2011 | Hooray for Love                         | Kyung-mi         | MBC       |               |
| 2013 | That Winter, the Wind Blows             | Son Mi-ra        | SBS       |               |
| 2013 | Two Weeks                               | Oh Mi-sook       | MBC       |               |
| 2013 | Drama especial – Yeon-Woo's Summer      | Yoon Ji-wan      | KBS2      |               |
| 2013 | King's Daughter, Soo Beak-hyang         | Queen Eun-hye    | MBC       |               |
| 2014 | Only Love                               | Choi Yoo-ri      | SBS       |               |
| 2014 | Drama Festival – Lump in My Life        | Geum-ji's mother | MBC       |               |
| 2015 | Great Stories: Young-ja's Best Days     | Kyung-ah         | TV Chosun |               |
| 2015 | Love on a Rooftop                       | Yoon Seung-hye   | KBS2      |               |
| 2016 | Goodbye Mr. Black                       | Cha Ji-soo       | MBC       |               |
| 2016 | Shopping King Louis                     | Baek Ma-ri       | MBC       |               |
| 2017 | Ms. Perfect                             | Jung Na-mi       | KBS2      |               |
| 2017 | Two Cops                                | Ko Bong-sook     | MBC       |               |
| 2018 | My Secret Terrius                       | Yoo Ji-yeon      | MBC       |               |
| 2019 | Love Alarm                              |                  | Netflix   |               |
| 2020 | I'll Go To You When The Weather Is Nice | Kim Bo-young     | JTBC      |               |
| 2020 | True Beauty                             | Im Hee-kyung     | tvN       |               |
| 2022 | Duty After School                       | Park Eun-young   | TVING     | [ 6 ]         |
| 2022 | The Empire                              | Yoon Eun-mi      | JTBC      | [ 7 ]         |
| 2023 | El peor de los males                    | Yoo Eui-jung     | Disney+   | [ 8 ] [ 9 ]   |
| 2024 | Wonderful World                         | Han Yoo-ri       | MBC       | [ 10 ] [ 11 ] |
| 2024 | La vorágine                             | Seo Jeong-yeon   | Netflix   | [ 12 ]        |
| 2025 | My Dearest Nemesis                      | Seo Ha-jin       | tvN       | [ 13 ] [ 14 ] |
| 2025 | La jugada ganadora                      | Bae Lee-ji       | SBS       | [ 15 ] [ 16 ] |

### Películas
| Año  | Título            | Papel                    | Notas              | Ref.          |
| ---- | ----------------- | ------------------------ | ------------------ | ------------- |
| 2007 | Highway Star      | Hija del presidente Choi |                    |               |
| 2019 | Money             | Ye-ji                    |                    |               |
| 2022 | Awake             | Hye-rin                  |                    | [ 17 ]        |
| 2023 | About My Daughter | Geu-rin                  |                    | [ 18 ]        |
| 2024 | Hijack 1971       | Moon-young               | Aparición especial | [ 19 ] [ 20 ] |

### Espectáculo de variedad
| Año  | Título              | Red | Notas                                   |
| ---- | ------------------- | --- | --------------------------------------- |
| 2017 | King of Mask Singer | MBC | participante como "Hula Chica" (ep.119) |

## Teatro
| Año       | Título             | Personaje              | Notas                                                                        |
| --------- | ------------------ | ---------------------- | ---------------------------------------------------------------------------- |
| 2021      | Intimate Strangers | -                      | junto a Lee Si-eon, Yang Kyung-won, Im Chul-soo, Kim Seol-jin y Jang Hee-jin |
| 2013-2014 | Thursday Romance   | Jung Yeon-Vale (Joven) |                                                                              |
| 2012      | Thief's Diary      | Ma Hee-Jin             |                                                                              |

## Premios y nominaciones
| Año  | Premio                | Categoría                                                   | Trabajo nominado  | Resultado |
| ---- | --------------------- | ----------------------------------------------------------- | ----------------- | --------- |
| 2015 | 29th KBS Drama Awards | Premio a la excelencia, Actriz en un drama diario           | Love on a Rooftop | Nominada  |
| 2016 | 35th MBC Drama Awards | Premio dorado de actuación, Actriz de Miniserie             | Compra King Louis | Ganadora  |
| 2017 | 36th MBC Drama Awards | Premio a la excelencia, Actriz en serie de lunes-martes     | Two Cops          | Nominada  |
| 2018 | 37th MBC Drama Awards | Premio a la excelencia, Actriz en serie de miércoles-jueves | My Secret Terrius | Nominada  |